# Cal Bitxo
Cal Bitxo és un jaciment entre el barranc de Cal Bitxo i el barranc de Mas Rovira, en un camp d'alfals al municipi de Subirats, en la comarca de l'Alt Penedès, inclòs a l'Inventari del Patrimoni Arqueològic i Paleontològic de Catalunya.
Es tracta d'un taller de sílex del Paleolític inferior o mitjà. Va ser descobert per P. Giro el 1990, que trobà uns fragments d'indústria lítica. Les restes trobades corresponen a un fragment de percussor, una ascla, una ascla denticulada, una làmina amb retocs.